# Space Boogie: Smoke Oddessey
Space Boogie: Smoke Oddessey è il terzo album da solista del rapper Kurupt.

## Tracce
1. Blast Off (Intro)
2. Space Boogie (feat. Nate Dogg)
3. Hate On Me (feat. Soopafly & Damani)
4. On Da Grind (feat. Daz Dillinger)
5. It's Over (feat. Natina Reed)
6. Can't Go Wrong (feat. DJ Quik & Butch Cassidy)
7. On, Onsite (feat. Lil' 1/2 Dead)
8. Sunshinev (feat. Jon B)
9. The Hardest... (feat. Xzibit, Nate Dogg & MC Ren)
10. Gangsta's
11. Bring Back That G... (feat. Snoop Dogg & Goldie Loc)
12. Lay It On Back (feat. Fred Durst, DJ Lethal & Nate Dogg)
13. Just Don't Give A... (feat. DJ Lethal)
14. At It Again
15. Kuruption (feat. Everlast)
16. Da World (feat. Daz Dillinger)